# Список Героев Советского Союза (Магерамов — Малка)
В настоящем списке представлены в алфавитном порядке все Герои Советского Союза, чьи фамилии начинаются с буквы «М» (всего 943 человека, из них девять удостоены звания дважды). Список содержит даты Указов Президиума Верховного Совета СССР о присвоении звания, информацию о роде войск, должности и воинском звании Героев на дату представления к присвоению звания Героя Советского Союза, годах их жизни.
Ударения в фамилиях Героев приведены по книге «Герои Советского Союза: Краткий биографический словарь / Пред. ред. коллегии И. Н. Шкадов. — М.: Воениздат, 1988. — Т. 2 /Любов — Ящук/. — 863 с. — 100 000 экз. — ISBN 5-203-00536-2.».
- Персиковым цветом  в таблице выделены Герои, удостоенные звания дважды и более раз.
- Серым цветом  в таблице выделены Герои, представленные к званию посмертно.

| Навигационная таблица | Навигационная таблица              |
| --------------------- | ---------------------------------- |
| «М»                   | Магерамов Мелик — Малка Иван       |
| «М»                   | Малков Георгий — Марков Александр  |
| «М»                   | Марков Алексей — Матросов Алексей  |
| «М»                   | Матросов Вадим — Мельнов Иван      |
| «М»                   | Меляков Василий — Миронов Леонид   |
| «М»                   | Миронов Михаил — Могильчак Иван    |
| «М»                   | Модин Борис — Москалёв Николай     |
| «М»                   | Москаленко Георгий — Мячин Василий |

| № п/п | Фамилия Имя Отчество                                                                       | Дата Указа            | Род войск    | Должность | Звание                                 | Годы жизни              | БС ГС НЛ                        |
| ----- | ------------------------------------------------------------------------------------------ | --------------------- | ------------ | --- | -------------------------------------- | ----------------------- | ------------------------------- |
| 1     | Магера́мов Мелик Меликович (Магеррамов Мелик Мелик оглы) азерб. Məhərrəmov Məlik Məlik oğlu | 15.01.1944            | пехота       | командир роты 218-го гвардейского стрелкового полка 77-й гвардейской стрелковой дивизии 61-й армии Центрального фронта | гвардии лейтенант                      | 29.08.1920 — 16.07.2004 | [ БС 1 ] [ ГС 1 ] [ НЛ 1 ]      |
| 2     | Магерра́мов Мамед Али оглы азерб. Məhərrəmov Məmməd Əli oğlu                                | 22.02.1944            | пехота       | командир отделения 933-го стрелкового полка 254-й стрелковой дивизии 52-й армии 2-го Украинского фронта | старший сержант                        | 09.10.1919 — 05.05.1977 | [ БС 1 ] [ ГС 2 ] [ НЛ 2 ]      |
| 3     | Мадоя́н Гукас Карапетович арм. Մադոյան Ղուկաս                                               | 31.03.1943            | пехота       | командир батальона 159-й стрелковой бригады 28-й армии Южного фронта | старший лейтенант                      | 15.01.1906 — 11.06.1975 | [ БС 2 ] [ ГС 3 ] [ НЛ 3 ]      |
| 4     | Маза́н Михаил Семёнович укр. Мазан Михайло Семенович                                        | 15.05.1946            | авиация      | заместитель командира эскадрильи 85-го гвардейского истребительного авиационного полка 6-й гвардейской истребительной авиационной дивизии 3-го гвардейского истребительного авиационного корпуса 5-й воздушной армии 2-го Украинского фронта | гвардии капитан                        | 21.11.1920 — 12.12.1944 | [ БС 3 ] [ ГС 4 ] [ НЛ 4 ]      |
| 5     | Маза́ник Елена Григорьевна бел. Мазанік Алена Рыгораўна                                     | 29.10.1943            | партизан     | агент разведывательно-диверсионного партизанского отряда «дяди Коли», активная участница операции «Возмездие», непосредственный ликвидатор генерального комиссара Белоруссии Вильгельма Кубе                                                 | —                                      | 04.04.1914 — 07.04.1996 | ——                              |
| 6     | Мази́кин Егор Иванович                                                                      | 24.03.1945            | пехота       | командир роты 294-го стрелкового полка 184-й стрелковой дивизии 5-й армии 3-го Белорусского фронта | капитан                                | 26.04.1913 — 26.10.1992 | [ БС 3 ] [ ГС 6 ] [ НЛ 5 ]      |
| 7     | Мази́тов Гали Ахметович тат. Мәҗитов Гәли Әхмәт улы                                         | 19.08.1944            | авиация      | старший штурман 3-й гвардейской авиационной дивизии 3-го гвардейского авиационного корпуса Авиации дальнего действия | гвардии майор                          | 14.09.1912 — 30.01.1993 | [ БС 3 ] [ ГС 7 ] [ НЛ 6 ]      |
| 8     | Мазко́в Евдоким Константинович                                                              | 01.07.1944            | авиация      | командир звена 237-го штурмового авиационного полка 305-й штурмовой авиационной дивизии 9-го смешанного авиационного корпуса 17-й воздушной армии 3-го Украинского фронта                                                                    | старший лейтенант                      | 20.06.1922 — 11.07.1977 | [ БС 3 ] [ ГС 8 ] [ НЛ 7 ]      |
| 9     | Мазни́цын Иван Сергеевич                                                                    | 24.03.1945            | танкист      | командир взвода танков Т-34 63-го танкового батальона 108-й танковой бригады 9-го танкового корпуса 33-й армии 1-го Белорусского фронта | старший лейтенант                      | 15.10.1920 — 14.01.1945 | [ БС 4 ] [ ГС 9 ] [ НЛ 8 ]      |
| 10    | Ма́зный Юрий Макарович укр. Мазний Юрій Макарович                                           | 19.03.1944            | пехота       | командир 120-го гвардейского стрелкового полка 39-й гвардейской стрелковой дивизии 8-й гвардейской армии 3-го Украинского фронта | гвардии подполковник                   | 23.03.1907 — 17.07.1982 | [ БС 5 ] [ ГС 10 ] [ НЛ 9 ]     |
| 11    | Ма́зур Трифон Григорьевич укр. Мазур Трифон Григорович                                      | 31.05.1945            | артиллерия   | командир взвода управления 753-го пушечного артиллерийского полка 24-й пушечной артиллерийской бригады 5-й артиллерийской дивизии 4-го артиллерийского корпуса прорыва РГК в составе 3-й ударной армии 1-го Белорусского фронта              | лейтенант                              | 24.06.1919 — 30.01.1998 | [ БС 5 ] [ ГС 11 ] [ НЛ 10 ]    |
| 12    | Мазуре́нко Алексей Ефимович укр. Мазуренко Олексій Юхимович                                 | 23.10.1942 05.11.1944 | авиация      | пилот 57-го штурмового авиационного полка 8-й бомбардировочной авиационной бригады ВВС Балтийского флота командир 7-го гвардейского штурмового авиационного полка 9-й штурмовой авиационной дивизии ВВС Балтийского флота                    | младший лейтенант гвардии подполковник | 20.06.1917 — 11.03.2004 | [ БС 5 ] [ ГС 12 ] [ НЛ 11 ]    |
| 13    | Мазу́рин Михаил Александрович                                                               | 10.04.1945            | танкист      | командир орудия танка ИС-2 72-го гвардейского отдельного тяжёлого танкового полка 10-го гвардейского танкового корпуса 4-й танковой армии 1-го Украинского фронта                                                                            | гвардии старшина                       | 08.08.1917 — 24.09.1982 | [ БС 5 ] [ ГС 13 ] [ НЛ 12 ]    |
| 14    | Мазу́рин Фёдор Макарович                                                                    | 18.08.1945            | авиация      | заместитель командира эскадрильи 28-го гвардейского истребительного авиационного полка 5-й гвардейской истребительной авиационной дивизии 11-го истребительного авиационного корпуса 3-й воздушной армии 3-го Белорусского фронта            | гвардии капитан                        | 25.12.1919 — 17.01.1985 | [ БС 5 ] [ ГС 14 ] [ НЛ 13 ]    |
| 15    | Ма́зуров Филипп Савельевич                                                                  | 15.01.1944            | инженер      | сапёр 196-го отдельного сапёрного батальона 81-й стрелковой дивизии 61-й армии Центрального фронта | ефрейтор                               | 12.06.1903 — 15.12.1954 | [ БС 5 ] [ ГС 15 ] [ НЛ 14 ]    |
| 16    | Мазуру́к Илья Павлович                                                                      | 27.06.1937            | авиация      | лётчик Управления Полярной авиации Главного управления Северного морского пути | —                                      | 20.07.1906 — 02.01.1989 | ——                              |
| 17    | Майбо́рский Владимир Петрович укр. Майборський Володимир Петрович                           | 24.03.1945            | пехота       | пулемётчик 7-го стрелкового полка 24-й стрелковой дивизии 18-й армии 4-го Украинского фронта | красноармеец                           | 01.10.1911 — 07.01.1987 | [ БС 7 ] [ ГС 17 ] [ НЛ 15 ]    |
| 18    | Майда́н Марк Степанович                                                                     | 24.03.1945            | пехота       | стрелок 433-го стрелкового полка 64-й стрелковой дивизии 49-й армии 2-го Белорусского фронта | красноармеец                           | 20.06.1913 — 10.02.1945 | [ БС 7 ] [ ГС 18 ] [ НЛ 16 ]    |
| 19    | Майда́нов Николай Саинович (Майданов Каиргельды Саинович) каз. Майданов Қайырболат Сайынұлы | 29.07.1988            | авиация      | старший лётчик 239-й отдельной вертолётной эскадрильи ВВС 40-й армии ограниченного контингента советских войск в Афганистане | капитан                                | 07.02.1956 — 29.01.2000 | ——                              |
| 20    | Майко́в Николай Иванович                                                                    | 01.11.1943            | авиация      | командир звена 134-го гвардейского бомбардировочного авиационного полка 6-й гвардейской бомбардировочной авиационной дивизии 8-й воздушной армии 4-го Украинского фронта                                                                     | гвардии лейтенант                      | 30.04.1918 — 13.03.2005 | [ БС 7 ] [ ГС 20 ] [ НЛ 17 ]    |
| 21    | Майо́ров Александр Иванович                                                                 | 02.09.1943            | авиация      | заместитель командира эскадрильи 2-го гвардейского истребительного авиационного полка 215-й истребительной авиационной дивизии 2-го истребительного авиационного корпуса 14-й воздушной армии Волховского фронта                             | гвардии младший лейтенант              | 01.04.1921 — 26.10.2004 | [ БС 7 ] [ ГС 21 ] [ НЛ 18 ]    |
| 22    | Майо́ров Алексей Дмитриевич                                                                 | 24.12.1943            | артиллерия   | командир орудия 680-го истребительно-противотанкового артиллерийского полка РГК в составе 27-й армии Воронежского фронта | сержант                                | 1923 — 20.08.1943       | [ БС 7 ] [ ГС 22 ] [ НЛ 19 ]    |
| 23    | Ма́йский Дмитрий Васильевич                                                                 | 21.07.1942            | авиация      | командир звена 514-го пикирующего бомбардировочного авиационного полка ВВС Северо-Западного фронта | старший лейтенант                      | 01.01.1917 — 10.01.1943 | [ БС 7 ] [ ГС 23 ] [ НЛ 20 ]    |
| 24    | Ма́йский Сахип Нурлугаянович тат. Махубгалиев (Майский) Сәхип Нурлыгаян улы                 | 07.04.1940            | пехота       | командир батальона 674-го стрелкового полка 150-й стрелковой дивизии 13-й армии | капитан                                | 17.01.1901 — 24.01.1942 | [ БС 7 ] [ ГС 24 ] [ НЛ 21 ]    |
| 25    | Майстре́нко Борис Александрович                                                             | 24.03.1945            | танкист      | командир танка Т-34 152-й отдельной танковой бригады Ленинградского фронта | лейтенант                              | 01.12.1923 — 15.01.1945 | [ БС 9 ] [ ГС 25 ] [ НЛ 22 ]    |
| 26    | Майстре́нко Владимир Никитович укр. Майстренко Володимир Микитович                          | 23.09.1944            | танкист      | механик-водитель танка Т-34 51-й гвардейской танковой бригады 6-го гвардейского танкового корпуса 3-й гвардейской танковой армии 1-го Украинского фронта                                                                                     | гвардии старшина                       | 16.11.1921 — 20.03.1982 | [ БС 10 ] [ ГС 26 ] [ НЛ 23 ]   |
| 27    | Майсура́дзе Георгий Васильевич груз. მაისურაძე გიორგი                                       | 15.01.1944            | пехота       | стрелок 519-го стрелкового полка 81-й стрелковой дивизии 61-й армии Центрального фронта | красноармеец                           | 1908 — 23.02.1966       | [ БС 10 ] [ ГС 27 ] [ НЛ 24 ]   |
| 28    | Мака́ев Цахай Макашарипович лак. Маккаев ЦӀаххуй Макашариплул арс                           | 15.05.1946            | артиллерия   | командир орудия 37-го гвардейского отдельного истребительно-противотанкового дивизиона 35-й гвардейской стрелковой дивизии 8-й гвардейской армии 1-го Белорусского фронта                                                                    | гвардии старший сержант                | 20.03.1917 — 18.04.1972 | [ БС 10 ] [ ГС 28 ] [ НЛ 25 ]   |
| 29    | Мака́лов Алексей Владимирович                                                               | 16.10.1943            | артиллерия   | командир отделения роты противотанковых ружей 203-го гвардейского стрелкового полка 70-й гвардейской стрелковой дивизии 13-й армии Центрального фронта                                                                                       | гвардии старший сержант                | 23.02.1923 — 22.02.1986 | [ БС 10 ] [ ГС 29 ] [ НЛ 26 ]   |
| 30    | Макаре́вич Сергей Антонович                                                                 | 31.05.1944            | авиация      | помощник командира эскадрильи 9-го гвардейского минно-торпедного авиационного полка 5-й минно-торпедной авиационной дивизии ВВС Северного флота                                                                                              | гвардии капитан                        | 20.06.1913 — 13.10.1943 | [ БС 10 ] [ ГС 30 ] [ НЛ 27 ]   |
| 31    | Мака́ренко Алексей Иосифович                                                                | 27.06.1945            | авиация      | командир звена 160-го гвардейского бомбардировочного авиационного полка 8-й гвардейской бомбардировочной авиационной дивизии 6-го гвардейского бомбардировочного авиационного корпуса 2-й воздушной армии 1-го Украинского фронта            | гвардии старший лейтенант              | 16.05.1920 — 24.11.1991 | [ БС 10 ] [ ГС 31 ] [ НЛ 28 ]   |
| 32    | Мака́ренко Николай Николаевич укр. Макаренко Микола Миколайович                             | 01.07.1944            | артиллерия   | командир орудия 504-го лёгкого артиллерийского полка 65-й лёгкой артиллерийской бригады 18-й артиллерийской дивизии прорыва РГК в составе 2-й ударной армии Ленинградского фронта                                                            | младший сержант                        | 14.07.1920 — 14.03.1995 | [ БС 11 ] [ ГС 32 ] [ НЛ 29 ]   |
| 33    | Мака́ренко Николай Фёдорович укр. Макаренко Микола Федорович                                | 10.02.1943            | авиация      | командир эскадрильи 153-го истребительного авиационного полка 5-й смешанной авиационной дивизии 23-й армии Ленинградского фронта | майор                                  | 01.05.1916 — 12.01.1998 | [ БС 12 ] [ ГС 33 ] [ НЛ 30 ]   |
| 34    | Мака́ренко Тимофей Титович укр. Макаренко Тимофій Титович                                   | 26.08.1944            | артиллерия   | наводчик орудия 319-го отдельного истребительно-противотанкового дивизиона 382-й стрелковой дивизии 59-й армии Волховского фронта | младший сержант                        | 02.01.1902 — 09.09.1972 | [ БС 12 ] [ ГС 34 ] [ НЛ 31 ]   |
| 35    | Мака́ренков Иван Михайлович                                                                 | 10.02.1943            | танкист      | механик-водитель танка Т-60 549-го танкового батальона 61-й отдельной танковой бригады Ленинградского фронта | старшина                               | 15.12.1918 — 20.05.2004 | [ БС 12 ] [ ГС 35 ] [ НЛ 32 ]   |
| 36    | Мака́ров Алексей Трифонович                                                                 | 15.05.1946            | авиация      | командир звена 187-го гвардейского штурмового авиационного полка 12-й гвардейской штурмовой авиационной дивизии 3-го гвардейского штурмового авиационного корпуса 5-й воздушной армии 2-го Украинского фронта                                | гвардии старший лейтенант              | 20.04.1922 — 27.11.1988 | [ БС 12 ] [ ГС 36 ] [ НЛ 33 ]   |
| 37    | Мака́ров Андрей Тимофеевич                                                                  | 24.03.1945            | пехота       | командир 447-го стрелкового полка 397-й стрелковой дивизии 61-й армии 1-го Белорусского фронта | гвардии полковник                      | 28.09.1912 — 14.07.2001 | [ БС 12 ] [ ГС 37 ] [ НЛ 34 ]   |
| 38    | Мака́ров Аркадий Сергеевич                                                                  | 28.09.1943            | авиация      | командир звена 32-го гвардейского истребительного авиационного полка 3-й гвардейской истребительной авиационной дивизии 1-го гвардейского истребительного авиационного корпуса 15-й воздушной армии Брянского фронта                         | гвардии старший лейтенант              | 06.03.1917 — 16.08.1996 | [ БС 12 ] [ ГС 38 ] [ НЛ 35 ]   |
| 39    | Мака́ров Валентин Николаевич                                                                | 28.01.1943            | авиация      | командир эскадрильи 512-го истребительного авиационного полка 220-й истребительской авиационной дивизии 16-й воздушной армии Донского фронта                                                                                                 | капитан                                | 30.08.1919 — 20.05.1978 | [ БС 12 ] [ ГС 39 ] [ НЛ 36 ]   |
| 40    | Мака́ров Василий Иосифович                                                                  | 06.04.1945            | танкист      | командир 48-й гвардейской танковой бригады 12-го гвардейского танкового корпуса 2-й гвардейской танковой армии 1-го Белорусского фронта | гвардии подполковник                   | 26.02.1907 — 18.04.1945 | [ БС 13 ] [ ГС 40 ] [ НЛ 37 ]   |
| 41    | Мака́ров Василий Маркелович                                                                 | 30.10.1943            | инженер      | сапёр 170-го инженерно-сапёрного батальона 14-й инженерно-сапёрной бригады РГК в составе 65-й армии Белорусского фронта | ефрейтор                               | 26.03.1918 — 08.07.1973 | [ БС 14 ] [ ГС 41 ] [ НЛ 38 ]   |
| 42    | Мака́ров Виктор Степанович                                                                  | 24.03.1945            | пехота       | командир роты 1077-го стрелкового полка 316-й стрелковой дивизии 46-й армии 2-го Украинского фронта | старший лейтенант                      | 26.10.1923 — 29.01.1994 | [ БС 14 ] [ ГС 42 ] [ НЛ 39 ]   |
| 43    | Мака́ров Георгий Васильевич                                                                 | 24.03.1945            | танкист      | командир танка Т-34 22-й гвардейской танковой бригады 5-го гвардейского танкового корпуса 6-й гвардейской танковой армии 2-го Украинского фронта                                                                                             | гвардии младший лейтенант              | 1913 — 20.04.1945       | [ БС 14 ] [ ГС 43 ] [ НЛ 40 ]   |
| 44    | Мака́ров Дмитрий Алексеевич                                                                 | 06.12.1949            | авиация      | командир корабля 1-го транспортного авиационного полка 2-й авиационной дивизии особого назначения | капитан                                | 08.11.1917 — 28.02.1993 | ——                              |
| 45    | Мака́ров Зосим Исаакович удм. Макаров Зосим Исаакович                                       | 04.02.1944            | авиация      | командир эскадрильи 91-го гвардейского штурмового авиационного полка 4-й гвардейской штурмовой авиационной дивизии 5-го штурмового авиационного корпуса 2-й воздушной армии 1-го Украинского фронта                                          | гвардии капитан                        | 31.10.1919 — 11.10.1994 | [ БС 14 ] [ ГС 45 ] [ НЛ 41 ]   |
| 46    | Мака́ров Иван Иванович                                                                      | 23.10.1943            | танкист      | механик-водитель танка Т-34 398-го танкового батальона 183-й танковой бригады 10-го танкового корпуса 40-й армии Воронежского фронта | сержант                                | 17.08.1914 — 21.06.1980 | [ БС 14 ] [ ГС 46 ] [ НЛ 42 ]   |
| 47    | Мака́ров Иван Константинович                                                                | 10.01.1944            | пехота       | командир взвода 615-го стрелкового полка 167-й стрелковой дивизии 38-й армии 1-го Украинского фронта | сержант                                | 19.06.1907 — 27.01.1944 | [ БС 14 ] [ ГС 47 ] [ НЛ 43 ]   |
| 48    | Мака́ров Иван Николаевич                                                                    | 15.01.1944            | пехота       | стрелок 111-го стрелкового полка 55-й стрелковой дивизии 61-й армии Центрального фронта | красноармеец                           | 1904 — 12.11.1943       | [ БС 14 ] [ ГС 48 ] [ НЛ 44 ]   |
| 49    | Мака́ров Константин Васильевич                                                              | 23.02.1945            | авиация      | командир звена 74-го гвардейского штурмового авиационного полка 1-й гвардейской штурмовой авиационной дивизии 1-й воздушной армии 3-го Белорусского фронта                                                                                   | гвардии старший лейтенант              | 23.05.1923 — 27.02.1995 | [ БС 15 ] [ ГС 49 ] [ НЛ 45 ]   |
| 50    | Мака́ров Михаил Андреевич                                                                   | 24.03.1945            | танкист      | стрелок-радист танка 1-го танкового батальона 21-й гвардейской танковой бригады 5-го гвардейского танкового корпуса 6-й танковой армии 2-го Украинского фронта                                                                               | гвардии младший сержант                | 16.03.1923 — 26.07.2002 | [ БС 16 ] [ ГС 50 ] [ НЛ 46 ]   |
| 51    | Мака́ров Михаил Афанасьевич                                                                 | 18.08.1945            | авиация      | командир звена 828-го штурмового авиационного полка 260-й штурмовой авиационной дивизии 4-й воздушной армии 2-го Белорусского фронта | лейтенант                              | 20.01.1917 — 27.11.2002 | [ БС 16 ] [ ГС 51 ] [ НЛ 47 ]   |
| 52    | Мака́ров Николай Григорьевич                                                                | 29.06.1945            | авиация      | командир эскадрильи 826-го штурмового авиационного полка 335-й штурмовой авиационной дивизии 3-й воздушной армии 1-го Прибалтийского фронта                                                                                                  | майор                                  | 25.12.1917 — 15.05.1974 | [ БС 16 ] [ ГС 52 ] [ НЛ 48 ]   |
| 53    | Мака́ров Олег Григорьевич                                                                   | 02.10.1973 16.03.1978 | космонавт    | бортинженер космического корабля «Союз-12» бортинженер космического корабля «Союз-27» и орбитального научно-исследовательского комплекса «Салют-6» — «Союз-26» — «Союз-27»                                                                   | —                                      | 06.01.1933 — 28.05.2003 | ——                              |
| 54    | Мака́ров Павел Александрович (Макаров Павел Алексеевич)                                     | 23.09.1944            | артиллерия   | командир орудия 7-го стрелкового полка 24-й стрелковой дивизии 18-й армии 1-го Украинского фронта | сержант                                | 10.11.1921 — 24.03.1944 | [ БС 16 ] [ ГС 54 ] [ НЛ 49 ]   |
| 55    | Мака́ров Пётр Григорьевич                                                                   | 23.02.1945            | авиация      | заместитель командира эскадрильи 525-го штурмового авиационного полка 227-й штурмовой авиационной дивизии 8-й воздушной армии 4-го Украинского фронта                                                                                        | старший лейтенант                      | 10.07.1922 — 22.08.2006 | [ БС 16 ] [ ГС 55 ] [ НЛ 50 ]   |
| 56    | Мака́ров Пётр Фёдорович                                                                     | 10.01.1944            | пехота       | командир роты 520-го стрелкового полка 167-й стрелковой дивизии 38-й армии 1-го Украинского фронта | лейтенант                              | 07.11.1922 — 20.04.2006 | [ БС 17 ] [ ГС 56 ] [ НЛ 51 ]   |
| 57    | Мака́ров Сергей Васильевич                                                                  | 05.05.1942            | авиация      | командир звена 180-го истребительного авиационного полка 46-й смешанной авиационной дивизии Калининского фронта | лейтенант                              | 08.05.1919 — 10.02.1942 | [ БС 18 ] [ ГС 57 ] [ НЛ 52 ]   |
| 58    | Мака́рова Татьяна Петровна                                                                  | 23.02.1945            | авиация      | командир звена 46-го гвардейского ночного бомбардировочного авиационного полка 325-й ночной бомбардировочной авиационной дивизии 4-й воздушной армии 2-го Белорусского фронта                                                                | гвардии лейтенант                      | 25.09.1920 — 25.08.1944 | [ БС 18 ] [ ГС 58 ] [ НЛ 53 ]   |
| 59    | Мака́рычев Михаил Иванович                                                                  | 22.07.1944            | артиллерия   | командир 496-го истребительно-противотанкового артиллерийского полка 6-й гвардейской армии 1-го Прибалтийского фронта | майор                                  | 02.06.1919 — 10.07.1991 | [ БС 18 ] [ ГС 59 ] [ НЛ 54 ]   |
| 60    | Маке́ев Алексей Васильевич                                                                  | 17.10.1943            | комиссар     | комсорг батальона 989-го стрелкового полка 226-й стрелковой дивизии 60-й армии Центрального фронта | красноармеец                           | 1924 — 07.10.1943       | [ БС 18 ] [ ГС 60 ] [ НЛ 55 ]   |
| 61    | Маке́ев Борис Васильевич                                                                    | 13.09.1944            | танкист      | механик-водитель танка Т-34 307-го танкового батальона 107-й танковой бригады 16-го танкового корпуса 2-й танковой армии 2-го Украинского фронта                                                                                             | старшина                               | 22.06.1918 — 16.12.2001 | [ БС 18 ] [ ГС 61 ] [ НЛ 56 ]   |
| 62    | Маке́ев Виктор Ефимович                                                                     | 27.06.1945            | танкист      | командир самоходной артиллерийской установки СУ-76 8-й самоходной артиллерийской бригады 5-й гвардейской армии 1-го Украинского фронта | лейтенант                              | 13.03.1923 — 25.10.1992 | [ БС 18 ] [ ГС 62 ] [ НЛ 57 ]   |
| 63    | Маке́ев Егор Абрамович                                                                      | 24.03.1945            | инженер      | командир отделения 381-го отдельного сапёрного батальона 220-й стрелковой дивизии 31-й армии 3-го Белорусского фронта | сержант                                | 07.12.1922 — 11.06.1957 | [ БС 19 ] [ ГС 63 ] [ НЛ 58 ]   |
| 64    | Маке́ев Сергей Фёдорович                                                                    | 10.01.1944            | танкист      | командир взвода танков Т-34 424-го танкового батальона 56-й гвардейской танковой бригады 7-го гвардейского танкового корпуса 3-й гвардейской танковой армии 1-го Украинского фронта                                                          | гвардии лейтенант                      | 1909 — 01.01.1944       | [ БС 20 ] [ ГС 64 ] [ НЛ 59 ]   |
| 65    | Макеёнок Иван Андреевич бел. Макіёнак Іван Андрэевіч                                       | 20.04.1945            | морской флот | заместитель командира отделения автоматчиков 384-го отдельного батальона морской пехоты Одесской военно-морской базы Черноморского флота | старшина 2-й статьи                    | 15.07.1914 — 26.03.1944 | [ БС 20 ] [ ГС 65 ] [ НЛ 60 ]   |
| 66    | Маке́ров Леонид Николаевич (Мокеров Леонид Николаевич)                                      | 19.04.1945            | авиация      | помощник по воздушно-стрелковой службе командира 943-го штурмового авиационного полка 277-й штурмовой авиационной дивизии 1-й воздушной армии 3-го Белорусского фронта                                                                       | гвардии капитан                        | 05.06.1922 — 05.10.1954 | [ БС 20 ] [ ГС 66 ] [ НЛ 61 ]   |
| 67    | Макие́нко Алексей Филиппович укр. Макієнко Олексій Пилипович                                | 24.03.1945            | пехота       | пулемётчик 12-го гвардейского стрелкового полка 5-й гвардейской стрелковой дивизии 11-й гвардейской армии 3-го Белорусского фронта | гвардии красноармеец                   | 1925 — 21.02.1952       | [ БС 20 ] [ ГС 67 ] [ НЛ 62 ]   |
| 68    | Макитру́к Филипп Макарович                                                                  | 24.03.1945            | пехота       | командир отделения 125-го стрелкового полка 6-й стрелковой дивизии 53-й армии 2-го Украинского фронта | красноармеец                           | 01.09.1910 — 05.11.2001 | [ БС 20 ] [ ГС 68 ] [ НЛ 63 ]   |
| 69    | Макове́цкий Фёдор Ефремович                                                                 | 17.10.1943            | пехота       | командир 231-го гвардейского стрелкового полка 75-й гвардейской стрелковой дивизии 60-й армии Центрального фронта | гвардии подполковник                   | 25.02.1899 — 07.05.1974 | [ БС 20 ] [ ГС 69 ] [ НЛ 64 ]   |
| 70    | Мако́вский Иосиф Исаакович                                                                  | 21.03.1940            | танкист      | командир танкового взвода 13-й лёгкой танковой бригады 7-й армии Северо-Западного фронта | лейтенант                              | 10.11.1918 — 24.12.1986 | ——                              |
| 71    | Мако́вский Спартак Иосифович укр. Маковський Спартак Йосипович                              | 13.04.1944            | авиация      | командир эскадрильи 43-го истребительного авиационного полка 278-го истребительной авиационной дивизии 3-го истребительного авиационного корпуса 8-й воздушной армии 4-го Украинского фронта                                                 | старший лейтенант                      | 27.11.1920 — 27.03.2000 | [ БС 21 ] [ ГС 71 ] [ НЛ 65 ]   |
| 72    | Мако́ев Алихан Амурханович осет. Махъоты Амурханы фырт Алихан                               | 15.05.1946            | пехота       | командир батальона 1042-го стрелкового полка 295-й стрелковой дивизии 5-й ударной армии 1-го Белорусского фронта | майор                                  | 17.07.1922 — 27.03.1981 | [ БС 22 ] [ ГС 72 ] [ НЛ 66 ]   |
| 73    | Макри́дин Александр Васильевич                                                              | 19.03.1944            | пехота       | комсорг десантной группы 1118-го стрелкового полка 333-й стрелковой дивизии 12-й армии Юго-Западного фронта | старший сержант                        | 16.06.1925 — 04.09.1986 | [ БС 22 ] [ ГС 73 ] [ НЛ 67 ]   |
| 74    | Макри́дов Николай Афанасьевич                                                               | 24.03.1945            | комиссар     | комсорг комсомольского бюро 491-го стрелкового полка 159-й стрелковой дивизии 5-й армии 3-го Белорусского фронта | старший лейтенант                      | 21.04.1920 — 21.09.1994 | [ БС 22 ] [ ГС 74 ] [ НЛ 68 ]   |
| 75    | Макса́ков Владимир Николаевич                                                               | 24.04.1944            | танкист      | командир взвода танков Т-34 45-й гвардейской танковой бригады 11-го гвардейского танкового корпуса 1-й танковой армии 1-го Украинского фронта                                                                                                | гвардии лейтенант                      | 05.01.1923 — 08.10.1993 | [ БС 22 ] [ ГС 75 ] [ НЛ 69 ]   |
| 76    | Максиме́нко Александр Петрович                                                              | 17.10.1943            | пехота       | командир батальона 574-го стрелкового полка 121-й стрелковой дивизии 60-й армии Центрального фронта | капитан                                | 26.12.1923 — 16.07.1944 | [ БС 22 ] [ ГС 76 ] [ НЛ 70 ]   |
| 77    | Максиме́нко Василий Иванович                                                                | 23.11.1942            | авиация      | командир эскадрильи 88-го истребительного авиационного полка 216-й истребительной авиационной дивизии 4-й воздушной армии Закавказского фронта                                                                                               | старший лейтенант                      | 12.02.1913 — 05.06.2004 | [ БС 22 ] [ ГС 77 ] [ НЛ 71 ]   |
| 78    | Максиме́нко Владимир Александрович                                                          | 16.05.1944            | пехота       | командир отделения автоматчиков 550-го стрелкового полка 126-й стрелковой дивизии 2-й гвардейской армии 4-го Украинского фронта | сержант                                | 04.05.1923 — 16.08.1984 | [ БС 23 ] [ ГС 78 ] [ НЛ 72 ]   |
| 79    | Максиме́нко Илья Архипович                                                                  | 31.05.1945            | артиллерия   | орудийный номер батареи 771-го артиллерийского полка 248-й стрелковой дивизии 5-й ударной армии 1-го Белорусского фронта | ефрейтор                               | 02.08.1897 — 13.02.1945 | [ БС 24 ] [ ГС 79 ] [ НЛ 73 ]   |
| 80    | Максиме́нко Сергей Ефремович                                                                | 03.06.1944            | пехота       | командир взвода роты противотанковых ружей 1-го мотострелкового батальона 5-й гвардейской механизированной бригады 2-го гвардейского механизированного корпуса 28-й армии 3-го Украинского фронта                                            | младший лейтенант                      | 14.12.1919 — 23.10.1984 | [ БС 24 ] [ ГС 80 ] [ НЛ 74 ]   |
| 81    | Максиме́ня Иосиф Маркович бел. Максіменя Іосіф Маркавіч                                     | 07.04.1940            | пехота       | стрелок 39-го стрелкового полка 4-й стрелковой дивизии 13-й армии Северо-Западного фронта | красноармеец                           | 16.08.1912 — 15.08.1964 | [ БС 24 ] [ ГС 81 ] [ НЛ 75 ]   |
| 82    | Максими́хин Павел Маркович укр. Максимихін Павло Маркович                                   | 24.03.1945            | пехота       | командир батальона 8-й мотострелковой бригады 9-го танкового корпуса 33-й армии 1-го Белорусского фронта | майор                                  | 12.12.1911 — 09.09.1981 | [ БС 24 ] [ ГС 82 ] [ НЛ 76 ]   |
| 83    | Макси́мкин Николай Александрович                                                            | 26.10.1943            | инженер      | командир роты 89-го гвардейского отдельного сапёрного батальона 78-й гвардейской стрелковой дивизии 7-й гвардейской армии 2-го Украинского фронта                                                                                            | гвардии старший лейтенант              | 02.09.1923 — 01.01.1982 | [ БС 24 ] [ ГС 83 ] [ НЛ 77 ]   |
| 84    | Макси́мов Александр Ефимович                                                                | 10.04.1945            | авиация      | командир эскадрильи 156-го гвардейского истребительного авиационного полка 12-й гвардейской истребительной авиационной дивизии 1-го гвардейского штурмового авиационного корпуса 2-й воздушной армии 1-го Украинского фронта                 | гвардии майор                          | 15.08.1914 — 23.03.1984 | [ БС 24 ] [ ГС 84 ] [ НЛ 78 ]   |
| 85    | Макси́мов Владимир Константинович                                                           | 17.10.1943            | танкист      | командир 24-й гвардейской механизированной бригады 7-го гвардейского механизированного корпуса 60-й армии Центрального фронта | гвардии полковник                      | 03.12.1899 — 19.04.1945 | [ БС 24 ] [ ГС 85 ] [ НЛ 79 ]   |
| 86    | Макси́мов Георгий Иванович                                                                  | 03.06.1944            | пехота       | командир мотострелкового батальона 59-й гвардейской танковой бригады 8-го гвардейского танкового корпуса 40-й армии Воронежского фронта | гвардии майор                          | 27.08.1916 — 11.08.1980 | [ БС 25 ] [ ГС 86 ] [ НЛ 80 ]   |
| 87    | Макси́мов Иван Тихонович тат. Максимов Иван Тихон улы                                       | 29.06.1945            | пехота       | командир роты 358-го стрелкового полка 136-й стрелковой дивизии 70-й армии 2-го Белорусского фронта | старший лейтенант                      | 05.08.1924 — 11.11.1987 | [ БС 26 ] [ ГС 87 ] [ НЛ 81 ]   |
| 88    | Макси́мов Николай Васильевич                                                                | 27.06.1945            | авиация      | штурман 624-го штурмового авиационного полка 308-й штурмовой авиационной дивизии 3-го штурмового авиационного корпуса 2-й воздушной армии 1-го Украинского фронта                                                                            | капитан                                | 10.12.1915 — 08.03.1952 | [ БС 26 ] [ ГС 88 ] [ НЛ 82 ]   |
| 89    | Макси́мов Николай Гордеевич                                                                 | 21.07.1942            | пехота       | стрелок 1075-го стрелкового полка 316-й стрелковой дивизии 16-й армии Западного фронта | красноармеец                           | 05.07.1911 — 16.11.1941 | [ БС 26 ] [ ГС 89 ] [ НЛ 83 ]   |
| 90    | Макси́мов Тимофей Максимович                                                                | 10.04.1945            | комиссар     | парторг мотострелкового батальона 17-й гвардейской механизированной бригады 6-го гвардейского механизированного корпуса 4-й танковой армии 1-го Украинского фронта                                                                           | гвардии лейтенант                      | 09.06.1917 — 18.03.1973 | [ БС 26 ] [ ГС 90 ] [ НЛ 84 ]   |
| 91    | Макси́мов Юрий Павлович                                                                     | 05.07.1982            | генерал      | командующий войсками Краснознамённого Туркестанского военного округа | генерал-полковник                      | 30.06.1924 — 17.11.2002 | ——                              |
| 92    | Макси́мча Иван Васильевич бел. Максимча Іван Васільевіч                                     | 18.08.1945            | авиация      | командир эскадрильи 810-го штурмового авиационного полка 225-й штурмовой авиационной дивизии 15-й воздушной армии 2-го Прибалтийского фронта                                                                                                 | капитан                                | 14.10.1922 — 26.04.1985 | [ БС 26 ] [ ГС 92 ] [ НЛ 85 ]   |
| 93    | Ма́ксин Алексей Михайлович                                                                  | 24.03.1945            | пехота       | старшина роты 1266-го стрелкового полка 385-й стрелковой дивизии 50-й армии 2-го Белорусского фронта | сержант                                | 17.04.1918 — 26.08.1944 | [ БС 26 ] [ ГС 93 ] [ НЛ 86 ]   |
| 94    | Ма́ксин Ксенофонт Павлович                                                                  | 16.10.1943            | пехота       | командир батальона 205-го гвардейского стрелкового полка 70-й гвардейской стрелковой дивизии 13-й армии Центрального фронта | гвардии капитан                        | 1911 — 14.09.1943       | [ БС 27 ] [ ГС 94 ] [ НЛ 87 ]   |
| 95    | Максю́та Илья Михайлович укр. Максюта Ілля Михайлович                                       | 10.01.1944            | инженер      | командир отделения 26-го отдельного штурмового инженерно-сапёрного батальона 40-й армии Воронежского фронта | сержант                                | 1911 — 01.10.1943       | [ БС 28 ] [ ГС 95 ] [ НЛ 88 ]   |
| 96    | Максю́тов Сергей Павлович                                                                   | 10.04.1945            | инженер      | понтонёр 18-го отдельного моторизированного понтонно-мостового батальона 3-й понтонно-мостовой бригады РГК в составе 13-й армии 1-го Украинского фронта                                                                                      | красноармеец                           | 10.04.1925 — 03.02.1945 | [ БС 28 ] [ ГС 96 ] [ НЛ 89 ]   |
| 97    | Маку́ха Николай Гаврилович укр. Макуха Микола Гаврилович                                    | 22.02.1944            | пехота       | разведчик взвода пешей разведки 1118-го стрелкового полка 333-й стрелковой дивизии 6-й армии 3-го Украинского фронта | красноармеец                           | 22.05.1909 — 15.01.1944 | [ БС 28 ] [ ГС 97 ] [ НЛ 90 ]   |
| 98    | Мала́нов Алексей Алексеевич                                                                 | 10.02.1942            | авиация      | командир звена 69-го истребительного авиационного полка Отдельной Приморской армии | старший лейтенант                      | 30.08.1917 — 04.10.1941 | [ БС 28 ] [ ГС 98 ] [ НЛ 91 ]   |
| 99    | Мала́хов Борис Фёдорович                                                                    | 22.02.1944            | пехота       | помощник командира взвода 307-го гвардейского стрелкового полка 110-й гвардейской стрелковой дивизии 37-й армии Степного фронта | гвардии старшина                       | 18.05.1923 — 09.02.1988 | [ БС 28 ] [ ГС 99 ] [ НЛ 92 ]   |
| 100   | Мала́хов Николай Михайлович                                                                 | 29.06.1945            | авиация      | заместитель командира эскадрильи 76-го гвардейского штурмового авиационного полка 1-й гвардейской штурмовой авиационной дивизии 1-й воздушной армии 3-го Белорусского фронта                                                                 | гвардии капитан                        | 14.11.1921 — 21.09.1993 | [ БС 28 ] [ ГС 100 ] [ НЛ 93 ]  |
| 101   | Мала́хов Юрий Николаевич                                                                    | 24.03.1945            | танкист      | командир танкового взвода 26-й гвардейской танковой бригады 2-го гвардейского танкового корпуса 3-го Белорусского фронта | гвардии младший лейтенант              | 27.01.1925 — 21.10.1944 | [ БС 29 ] [ ГС 101 ] [ НЛ 94 ]  |
| 102   | Мала́шенков Григорий Степанович                                                             | 15.05.1946            | авиация      | штурман эскадрильи 745-го бомбардировочного авиационного полка 221-й бомбардировочной авиационной дивизии 16-й воздушной армии 1-го Белорусского фронта                                                                                      | гвардии капитан                        | 15.10.1919 — 02.06.2010 | [ БС 29 ] [ ГС 102 ] [ НЛ 95 ]  |
| 103   | Ма́лен Арсентий Антонович (Мален Арсений Антонович) укр. Мален Арсеній Антонович            | 23.02.1945            | авиация      | командир эскадрильи 74-го гвардейского штурмового авиационного полка 1-й гвардейской штурмовой авиационной дивизии 1-й воздушной армии 3-го Белорусского фронта                                                                              | гвардии капитан                        | 02.04.1921 — 03.02.1950 | [ БС 29 ] [ ГС 103 ] [ НЛ 96 ]  |
| 104   | Малидо́вский Георгий Фёдорович                                                              | 16.05.1944            | артиллерия   | командир орудия 696-го стрелкового полка 383-й стрелковой дивизии Отдельной Приморской армии | старший сержант                        | 07.05.1916 — 11.08.1990 | [ БС 29 ] [ ГС 104 ] [ НЛ 97 ]  |
| 105   | Мали́ев Михаил Алексеевич                                                                   | 22.02.1944            | инженер      | командир взвода 127-го отдельного понтонно-мостового батальона 1-й понтонно-мостовой бригады РГК в составе Степного фронта | лейтенант                              | 30.12.1923 — 16.10.1943 | [ БС 29 ] [ ГС 105 ] [ НЛ 98 ]  |
| 106   | Ма́лик Михаил Григорьевич                                                                   | 14.09.1945            | морской флот | командир дивизиона торпедных катеров 1-й бригады торпедных катеров Тихоокеанского флота | капитан-лейтенант                      | 16.05.1911 — 09.10.1980 | [ БС 29 ] [ ГС 106 ] [ НЛ 99 ]  |
| 107   | Ма́ликов Илья Антонович                                                                     | 15.05.1946            | авиация      | командир звена 128-го бомбардировочного авиационного полка 241-й бомбардировочной авиационной дивизии 3-го бомбардировочного авиационного корпуса 16-й воздушной армии 1-го Белорусского фронта                                              | старший лейтенант                      | 30.07.1921 — 18.05.1990 | [ БС 29 ] [ ГС 107 ] [ НЛ 100 ] |
| 108   | Ма́лин Анатолий Петрович                                                                    | 29.06.1945            | авиация      | штурман эскадрильи 140-го бомбардировочного авиационного полка 276-й бомбардировочной авиационной дивизии 1-й воздушной армии 3-го Белорусского фронта                                                                                       | капитан                                | 14.08.1916 — 17.12.1998 | [ БС 30 ] [ ГС 108 ] [ НЛ 101 ] |
| 109   | Ма́лин Иван Гаврилович                                                                      | 16.10.1943            | пехота       | командир отделения взвода пешей разведки 203-го гвардейского стрелкового полка 70-й гвардейской стрелковой дивизии 13-й армии Центрального фронта                                                                                            | гвардии старшина                       | 06.07.1897 — 18.12.1966 | [ БС 31 ] [ ГС 109 ] [ НЛ 102 ] |
| 110   | Ма́лин Константин Яковлевич                                                                 | 15.05.1946            | авиация      | старший лётчик 175-го гвардейского штурмового авиационного полка 11-й гвардейской штурмовой авиационной дивизии 16-й воздушной армии 1-го Белорусского фронта                                                                                | гвардии младший лейтенант              | 14.08.1923 — 04.10.2003 | [ БС 31 ] [ ГС 110 ] [ НЛ 103 ] |
| 111   | Мали́нин Михаил Сергеевич                                                                   | 29.05.1945            | генерал      | начальник штаба 1-го Белорусского фронта | генерал-полковник                      | 28.12.1899 — 24.01.1960 | [ БС 31 ] [ ГС 111 ] [ НЛ 104 ] |
| 112   | Мали́нка Константин Арсентьевич                                                             | 24.03.1945            | танкист      | механик-водитель танка Т-34 108-й танковой бригады 9-го танкового корпуса 1-го Белорусского фронта | старшина                               | 08.08.1922 — 07.04.1980 | [ БС 31 ] [ ГС 112 ] [ НЛ 105 ] |
| 113   | Малино́вский Василий Тимофеевич                                                             | 10.01.1944            | танкист      | помощник по технической части командира батареи 1893-го самоходного артиллерийского полка 6-го гвардейского танкового корпуса 3-й гвардейской танковой армии 1-го Украинского фронта                                                         | техник-лейтенант                       | 11.07.1920 — 13.06.1997 | [ БС 31 ] [ ГС 113 ] [ НЛ 106 ] |
| 114   | Малино́вский Михаил Елисеевич                                                               | 30.10.1943            | пехота       | командир отделения 188-го стрелкового полка 106-й стрелковой дивизии 65-й армии Центрального фронта | старшина                               | 03.10.1914 — 12.05.1974 | [ БС 31 ] [ ГС 114 ] [ НЛ 107 ] |
| 115   | Малино́вский Родион Яковлевич укр. Малиновський Родіон Якович                               | 08.09.1945 22.11.1958 | маршал       | командующий Забайкальским фронтом министр обороны СССР | Маршал Советского Союза                | 22.11.1898 — 31.03.1967 | [ БС 32 ] [ ГС 115 ] [ НЛ 108 ] |
| 116   | Малино́вский Цезарь Казимирович укр. Малиновський Цезар Казимирович                         | 27.02.1945            | танкист      | командир взвода танков Т-34 220-й отдельной танковой бригады 5-й ударной армии 1-го Белорусского фронта | старший лейтенант                      | 08.12.1922 — 29.07.2002 | [ БС 33 ] [ ГС 116 ] [ НЛ 109 ] |
| 117   | Ма́лихов Анатолий Наумович                                                                  | 13.09.1944            | танкист      | командир 304-го танкового батальона 8-й гвардейской танковой бригады 20-го танкового корпуса 2-го Украинского фронта | гвардии майор                          | 30.10.1920 — 25.03.1944 | [ БС 33 ] [ ГС 117 ] [ НЛ 110 ] |
| 118   | Ма́лка Иван Трофимович укр. Малка Іван Трохимович                                           | 24.03.1945            | пехота       | командир отделения 166-го гвардейского стрелкового полка 55-й гвардейской стрелковой дивизии 28-й армии 1-го Белорусского фронта | гвардии старший сержант                | 13.04.1921 — 07.10.1944 | [ БС 33 ] [ ГС 118 ] [ НЛ 111 ] |

| Навигационная таблица | Навигационная таблица              |
| --------------------- | ---------------------------------- |
| «М»                   | Магерамов Мелик — Малка Иван       |
| «М»                   | Малков Георгий — Марков Александр  |
| «М»                   | Марков Алексей — Матросов Алексей  |
| «М»                   | Матросов Вадим — Мельнов Иван      |
| «М»                   | Меляков Василий — Миронов Леонид   |
| «М»                   | Миронов Михаил — Могильчак Иван    |
| «М»                   | Модин Борис — Москалёв Николай     |
| «М»                   | Москаленко Георгий — Мячин Василий |